# Helophilus latifrons
Helophilus latifrons là một loài ruồi trong họ Ruồi giả ong (Syrphidae). Loài này được Macquart miêu tả khoa học đầu tiên năm. Helophilus latifrons phân bố ở miền Tân bắc